# Jongilizwe College
Das Jongilizwe College war eine südafrikanische Bildungseinrichtung, die als integraler Teil der Apartheidpolitik errichtet worden war, um politisch konforme, männliche Führungskräfte aus den familiären Kreisen der Xhosa-Chiefs und Headmen heranzubilden. Das College gehörte zu einer kleinen Gruppe ähnlicher Bildungseinrichtungen für weitere Ethnien in Südafrika.
Das Jongilizwe College wurde am 19. Oktober 1960 in Tsolo in der heutigen Lokalgemeinde Mhlontlo eröffnet. Die Schüler kamen aus dem Kreise der traditionellen Stammesführer der Xhosa. Die territoriale Zuständigkeit der Schule erstreckte sich auf die Reservate Transkei und Ciskei, zwei später scheinunabhängige Homelands. Zum Zeitpunkt seiner Eröffnung standen Unterkünfte für 79 Schüler zur Verfügung. Als formelle Zugangsvoraussetzungen galt der Standard VI in der bereits absolvierten Schulbildung und das 15. Lebensjahr musste erreicht sein.
Es wurde ein Kurs für Bantu administration („Bantu-Verwaltung“) auf Basis des Junior Certificate (Mittlere Reife) angeboten. Dieser Ausbildungsgang enthielt an Grundlagenwissen ausgerichtete Bildungsziele, die sich auf Landwirtschaft, allgemeine Verwaltungslehre, Recht, Buchhaltung, kaufmännische Kenntnisse und das Maschinenschreiben konzentrierten. Zu den Unterrichtszielen gehörten ferner praktische Unterweisungen in aktuellen Belangen für spätere Aufgaben als Chief. Besondere Aufmerksamkeit wurde im Verlaufe der Ausbildung auf eine erwünschte Persönlichkeitsentwicklung und Charakterbildung gelegt.
Wer diesen Kurs erfolgreich bestanden hatte, konnte sich hier für einen Diplomkurs in „Bantu-Verwaltung und Recht“ anmelden.
Bereits im Jahre 1963 erweiterte sich das Bildungsangebot am Jongilizwe College. Für jährlich 20 Matric-Inhaber gab es nun einen einjährigen Kurs in spezieller Verwaltungslehre. Neben der Vermittlung theoretischer Lehrinhalte erfolgten praktische Einweisungen in Dienststellen der Bantu Affairs Commissioners (deutsch etwa: „[weiße] Bantuangelegenheiten-Verwalter“) auf den Handlungsfeldern der Steuerverwaltung, Registrierungen und des Verwaltungsschriftverkehrs, Geburts- und Sterberegister, der Gerichtsbarkeit sowie in die Verwaltungspraxis des Bantu-Behördensystems (Transkeian Territorial Authority und Ciskeian Territorial Authority).

## Bekannte Absolventen und Lehrkräfte
- Sakhela Buhlungu (Sozialwissenschaftler an der Universität Kapstadt[3], Vice-Chancellor der UFH[4])
- Mzolisi Diliza (früherer Manager für das Gautrain Rapid Rail Link Project und ehemaliger Chief Executive of the Chamber of Mines of South Africa)[5]
- Bantu Holomisa (Commander of the Transkei Defence Force, Politiker)[6]
- Temba Templeton Matanzima (Chief of Staff of TDF, South African Military Ombudsman im SANDF-Dienstgrad Lt. General)[7]
- Mwelo Nonkonyana (Vizepräsident der South African Football Association)[6]
- Dumisa Buhle Ntsebeza (Lehrer am Jongilizwe College, politischer Aktivist, Kanzler der Universität Fort Hare)[3][8]
- Zwelonke Sigcau (12. AmaXhosa-König)[6]

## Wiedereröffnung
Am 2. Mai 2014 wurde der nach 20 Jahren verfallene und nun renovierte Komplex des Jongilizwe College in Anwesenheit von Präsident Jacob Zuma wiedereröffnet. Die staatliche Jongilizwe Senior Secondary School dient der Schulbildung von Jungen und Mädchen, deren Ziel es ist, unter den Voraussetzungen traditioneller Angelegenheiten einen Primar- (Junior Certificate) und Sekundarabschluss (Senior Certificate) zu erlangen. Zum Principal of Jongilizwe College wurde Nolitha Nohaji berufen. Die erneute Inbetriebnahme einer Ausbildungsstätte an diesem Ort ist ein gemeinsames Projekt der nationalen Regierungsstellen Department of Education und Department of Traditional Affairs.